# Pan (gra karciana)

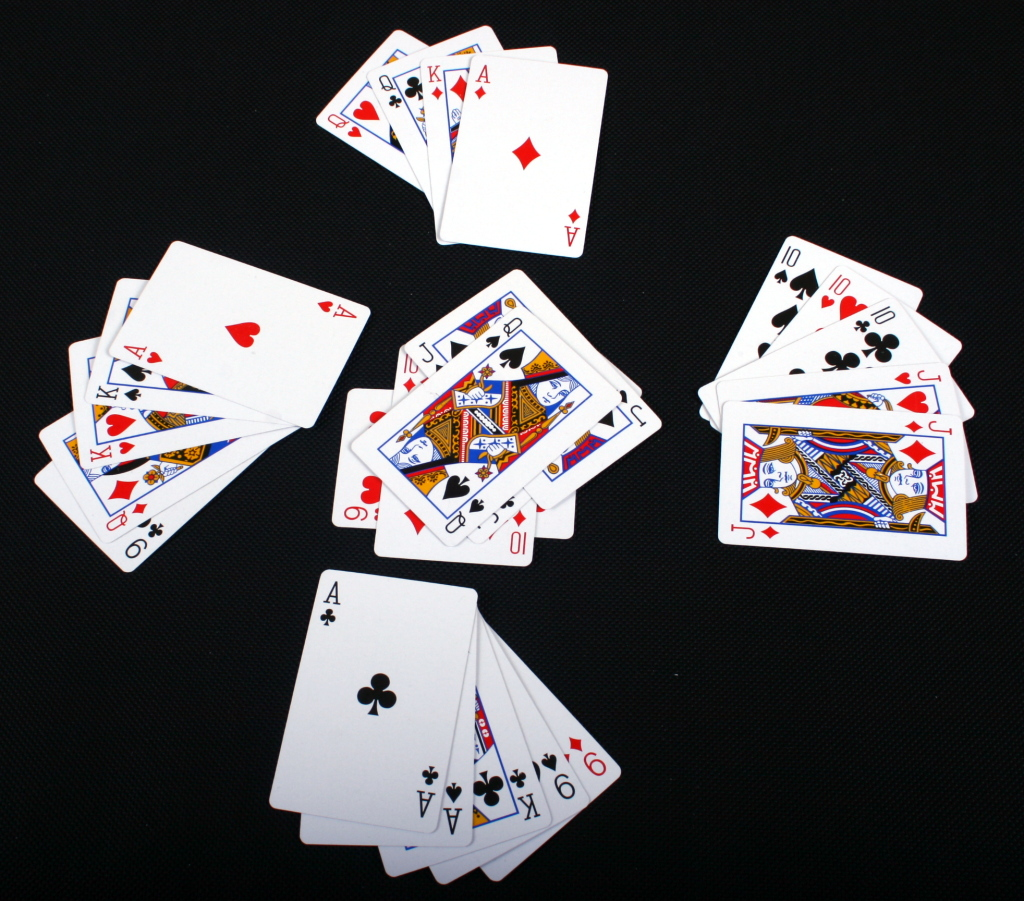
Przykładowa rozgrywka w „pana”

Pan – gra karciana dla dwóch i więcej osób (najczęściej maksimum to cztery osoby), w której wykorzystuje się małą talię kart (24 karty). Inna spotykana nazwa tej gry to „trzy litery”, „inteligent”, bądź „Historyczny Upadek Japonii” (rozwinięcie błędnego ortograficznie zapisu wulgarnego określenia męskiego członka, będącego drugą, alternatywną nazwą dla tej gry). Starszeństwo kart od najstarszej: A – K – D – W – 10 – 9.
Rozdawane są wszystkie karty, dzieli się je po równo między wszystkich graczy. Grę rozpoczyna gracz, który ma 9 kier, kładąc ją wierzchem do góry. Następnie, zgodnie z ruchem wskazówek zegara, gracze dokładają karty.
Sposób dokładania kart:
- po jednej, rzucana jest karta o takiej samej lub większej wartości niż karta na wierzchu
- trzy (sposoby wykładania kart w różnych odmianach gry):
  - tylko dziewiątki, jeżeli na stosie znajduje się tylko 9 kier
  - tylko kiedy na wierzchu stosu leży już karta o tej samej wartości (np. gdy leży już jeden walet, gracz może na niego położyć trzy pozostałe)
  - zawsze, kiedy na wierzchu leży karta o takiej samej lub mniejszej wartości (istnieje wariant, że można rzucić tylko „3 z czerwem”)
  - zawsze, bez względu na to, czy leży już karta o danej wartości
- cztery (trzeba mieć wszystkie karty o tej samej wartości, wyższej od karty na wierzchu)

Nigdy nie wolno wyłożyć dwóch kart naraz. Według jednego z wariantów gry jeśli gracz mający 9 kier ma łącznie 3 lub 4 dziewiątki, to może zagrać tylko 9 kier (czasem tej reguły się nie stosuje i można zagrywać wszystkimi). Czasami zdarza się, że jeden z graczy, nie mogąc się wyłożyć z jakiejś karty, usiłuje ją w jak najmniej widoczny sposób wyłożyć podkładając ją pod inną wykładaną przez siebie kartę (o takiej samej wartości, jeżeli posiada dwie, a wie, że z jednej z nich nie zdoła się wyłożyć bądź podkłada niższą pod wyższą). Czasem gracze podkładają nawet po kilka kart. Jeżeli zostanie to zauważone przez kolejną osobę, to gracz, który próbował w ten sposób oszukać resztę, musi wziąć ze stosu wszystkie karty, poza 9 kier. W przypadku gdy któryś z graczy zdecyduje się na sprawdzenie czy osoba rzucająca kartę w swojej turze nie „podkładała” niższej karty i okaże się, że nie doszło do złamania zasad, wówczas ten gracz zabiera wszystkie karty ze stosu poza 9 kier. Jeżeli jednak kolejny gracz się nie zorientuje i położy na podkład swoją kartę, zostaje to wtedy uznane i gracz, który oszukiwał, nie zostaje ukarany. Czasami gracze pomagają sobie, przebijając nawzajem, celowo swoje podkłady – nie jest to uczciwe.
Nigdy nie wolno wymieniać się kartami „po stole” bądź oddawać innemu graczowi swoich kart. Pomijając przy tym wypadek, gdzie jeden z graczy nie może kontynuować gry i inna osoba (niebędąca dotąd graczem) dołącza się do gry na jego miejsce.
Gracz, który nie chce bądź nie może nic rzucić (bo na wierzchu leży karta wyższa od wszystkich, które on posiada), bierze trzy karty (w niektórych odmianach może wziąć ile chce, lub inny wariant: „3 albo wszystkie”) i teraz kartę rzuca kolejny gracz. Wyjątek: gdy na stosie leży mniej kart niż trzy (nie licząc 9 kier której się nie bierze) gracz bierze tyle ile jest, np. gdy na stosie leżą 9 kier i as pik, gracz bierze tylko asa pik (nazywa się to wzięciem na czysto)
Gracz wygrywa, jeżeli pozbędzie się wszystkich kart (choć wygranymi zostają w zasadzie wszyscy, poza tym, który z kart nie zdążył się wyłożyć), a przegrywa ten, kto jak ostatni został z kartami. Jeżeli gramy kilkakrotnie, to za pierwszym razem przegrany gracz dostaje literkę P. W kolejnych rozdaniach mogą ją też zdobyć inni gracze. Jeżeli gracz przegra po raz drugi (zarówno jeżeli przegrał dwa razy z rzędu, jak i przegrywając drugi raz, mimo że jego porażka poprzedzona była porażką innego gracza), to dostaje drugą literkę: A. Jeżeli przegra trzeci raz, to otrzymuję literkę „N” i jest to dla niego ostateczna porażka w całym turnieju.
W Pana można grać też na czas. Wygląda to podobnie jak w rozgrywkach szachowych na czas. Każdy z graczy otrzymuje taką samą ilość czasu na wykonywanie ruchów. Jeżeli czas danego zawodnika upłynie przed zakończeniem partii, to przegrywa on automatycznie.
Jednym ze stylów gry jest gra w tzw. „piki cofane”. Polega on na tym, że jeżeli na stosie leży jakakolwiek karta pikowa, która została położona przez gracza albo gracz odkrył ją biorąc ostatnie trzy karty, ruch nie przechodzi na kolejnego gracza (zgodnie z ruchem wskazówek zegara), tylko na poprzedniego, ew. przy grze we dwóch graczy cofa na siebie samego, co umożliwia stosowanie rozmaitych trików. Nie jest to efekt stały, ale powtarza się przy każdorazowym pojawieniu się karty pikowej na wierzchu stosu.
Istnieją także rzadsze mutacje gry pozwalające na rozgrywanie pełną, 52-kartową talią (od dwójki do asa) albo te, w których używa się do gry (poza małą, 24-kartową talią) także jokerów.
Jednym ze sposobów gry jest urozmaicenie rozgrywki poprzez grę z tak zwanym „betonem”. Gracze początkowo dostają po 2 lub 3 karty, które leżą zakryte na stole („beton”). Następnie rozdawana jest reszta talii. Dopiero gdy dany gracz pozbędzie się wszystkich kart które ma w ręce, może odkryć „beton” – stanowi to znaczne urozmaicenie rozgrywki, ponieważ nie wiadomo jakie karty pozostają zakryte.